# Still Standing EP
Still Standing är bandet Yellowcards första EP. Den släpptes 2000 av DIY Records. På skivan sjöng Ryan Key, istället för som tidigare Ben Dobson.

## Låtlista
1. "Rock Star Land" - 5:41
2. "Millennium Changed" - 4:45
3. "Radio Song Girl" - 4:12
4. "Drifting" - 3:29